# Турнишче
Турнишче (словен. Turnišče, венг. Bántornya, прекмурско-словенский: Törnišče, нем. Turnitz) — город в Словении, в общине Турнишче.

## Название
Город впервые упоминается в письменных источниках как Thoronhel в 1379 году, затем как Turnicha в 1389 году, Tornischa в 1403 году, Tornisa в 1405 году, Thornisca в 1411 году, Tornissa в 1428 году, Thurnissa в 1481 году, Tornysthya в 1524 году. До второй половины XIX века использовались названия Turnicsa, Turnisa или Turnische, но затем название города сменилось на Bántornya. Первоначальное название произошло от существительного turen 'башня' и относилось к городу, в котором была построена башня. Слово turen само по себе произошло от греческого слова τύρσις 'укреплённое поселение' (латинское слово turris означает 'башня, замок', а средневерхненемецкое turn также означает 'башня').

## История
Город Турнишче получил статус торгового места в 1524 году, а статус города — в 1548 году.

## Церкви
Приходская церковь в Турнишче посвящена Деве Марии и относится к епархии Мурска-Соботы. Сейчас базилика имеет три придела, которые были добавлены к маленькой готической церкви в 1914 году.
Также есть церковь, посвящённая Вознесению Девы Марии, датируемая XIII веком. Апсида построена в романском стиле, неф принадлежит к готическому стилю и покрыт росписью XIV века, выполненной художником Иоханнесом Аквилой, который также расписывал церкви в Велемере, Мартьянцах и Фюрстенфельде.

## Известные жители
- Штефан Барбарич (1920–1988), историк литературы[7]
- Йожеф Клекл (1879–1936), писатель, журналист, католический священник[7]
- Ференц Новак (1719–1836), религиозный писатель, исследователь фольклора[7]
- Ференц Шбул (1825–1864), венгерский и словенский поэт[7]
- Штефан Скледар (1920–1988), инженер-химик[7]
- Йожеф Шакович (1874–1930), католический священник и писатель[7]
- Вилмош Ткалеч (1894–1950), политик